# 愛媛県医師会
一般社団法人愛媛県医師会（いっぱんしゃだんほうじんえひめけんいしかい、英称 Ehime Medical Association）は、愛媛県の医師を会員とする法人。

## 本部所在地
- 〒790-0011 愛媛県松山市千舟町4-5-4

## 市郡医師会・大学医師会
- 宇摩医師会 〒799-0113　四国中央市妻鳥町東三本木1579-4 医師会館
- 新居浜市医師会 〒792-0811 新居浜市庄内町4-7-54 医師会館
- 西条市医師会 〒793-0030 西条市大町828-2 医師会館
- 今治市医師会 〒794-0026 今治市別宮町7-1-40
- 東温市医師会 〒791-0281 東温市横河原366 国立病院機構愛媛医療センター内
- 松山市医師会 〒790-0014 松山市柳井町2-85
- 伊予医師会 〒799-3111 伊予市下吾川381-1 稲田内科内
- 上浮穴郡医師会 〒791-1501 上浮穴郡久万高原町上黒岩2920 みかわクリニック内
- 喜多医師会 〒795-8505 大洲市徳森小鳥越2632-3 喜多医師会病院内
- 八幡浜医師会 〒796-8002 八幡浜市広瀬1-7-17 医師会館
- 西予市医師会 〒797-0015 西予市宇和町卯之町4-319 医師会館
- 宇和島医師会 〒798-0062 宇和島市桜町1番50号 医師会館
- 南宇和郡医師会 〒798-4131 南宇和郡愛南町城辺甲1988
- 愛媛大学医学部医師会 〒791-0295 東温市志津川 医学部総務課総務チーム内